# Jakob Ingebrigtsen
Pour les articles homonymes, voir Ingebrigtsen.
Jakob Ingebrigtsen, né le 19 septembre 2000 à Sandnes, est un athlète norvégien, spécialiste des courses de demi-fond.
Champion olympique du 1 500 m en 2021 à Tokyo et du 5 000 m en 2024 à Paris, il est également double champion du monde du 5 000 m (en 2022 et 2023), sextuple champion d'Europe (trois fois sur 1 500 m et trois fois sur 5 000 m en 2018, 2022 et 2024), septuple champion d'Europe en salle, et triple champion d'Europe de cross-country.
Il est l'actuel détenteur des records du monde du 2 000 mètres (4 min 43 s 13 en 2023), du 1 500 m en salle (3 min 30 s 60 en 2022) et du 3 000 mètres (7 min 17 s 55 en 2024). Les records du monde du mile en salle (3 min 45 s 15) et du 1500m en salle (3 min 29 s 63) qu'il a battus dans la même course sont en attente de ratification. 

## Biographie
Il est le frère cadet de Henrik et Filip Ingebrigtsen, également spécialistes des courses de demi-fond.
Il affirme, tout comme ses frères et sœurs, avoir subi des violences physiques et psychologiques de son père, qui était aussi son entraineur.

### Débuts

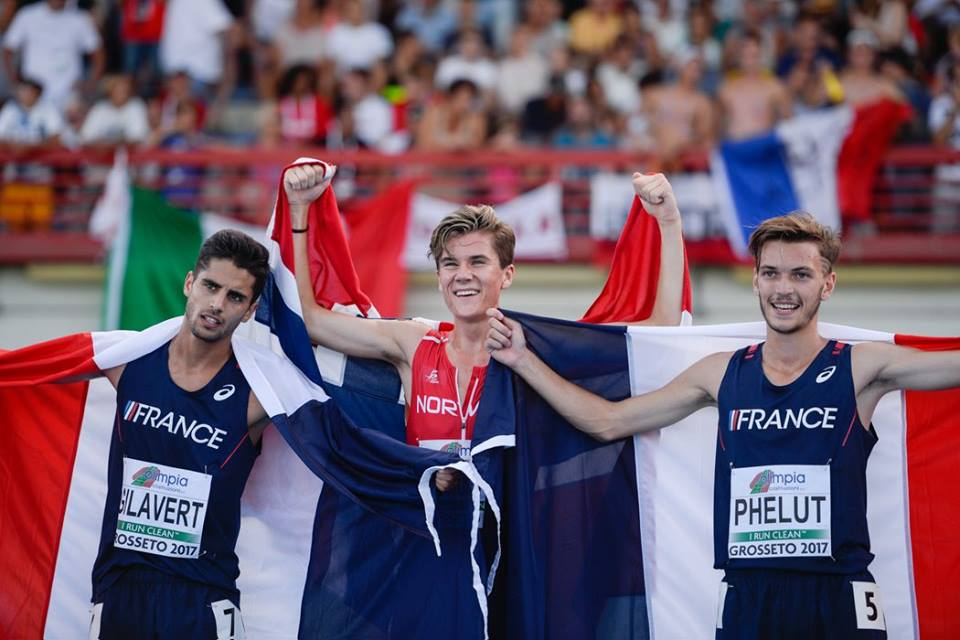
Jakob Ingebrigtsen (centre) lors des championnats d'Europe juniors 2017.

En 2016, à seize ans, il remporte la course individuelle junior des championnats d'Europe de cross-country à Chia, en Italie, en parcourant les 6 km en 17 min 6 s.
Le 27 mai 2017, lors de la Prefontaine Classic à Eugene, il devient le plus jeune athlète à descendre sous les 4 minutes sur le mile, en établissant le temps de 3 min 58 s 07. En juillet il participe aux Championnats d'Europe juniors de Grosseto sur 3 épreuves, les 1 500 m, 5 000 m et 3 000 m steeple où il désire réaliser le triplé, détenant les 3 meilleures performances européennes de l'année. Ce pari tourne à l'échec lorsqu'il chute à 300 m de l'arrivée du 1 500 m. Mais deux heures plus tard il s'impose sur 5 000 m puis, le lendemain, sur 3 000 m steeple.
En août il participe aux Championnats du monde de Londres sur le 3 000 m steeple mais ne parvient pas à passer le cap des séries, terminant la course en 8 min 34 s 88 après une chute sur la dernière barrière dans la ligne droite.

### Doublé aux championnats d'Europe (2018)

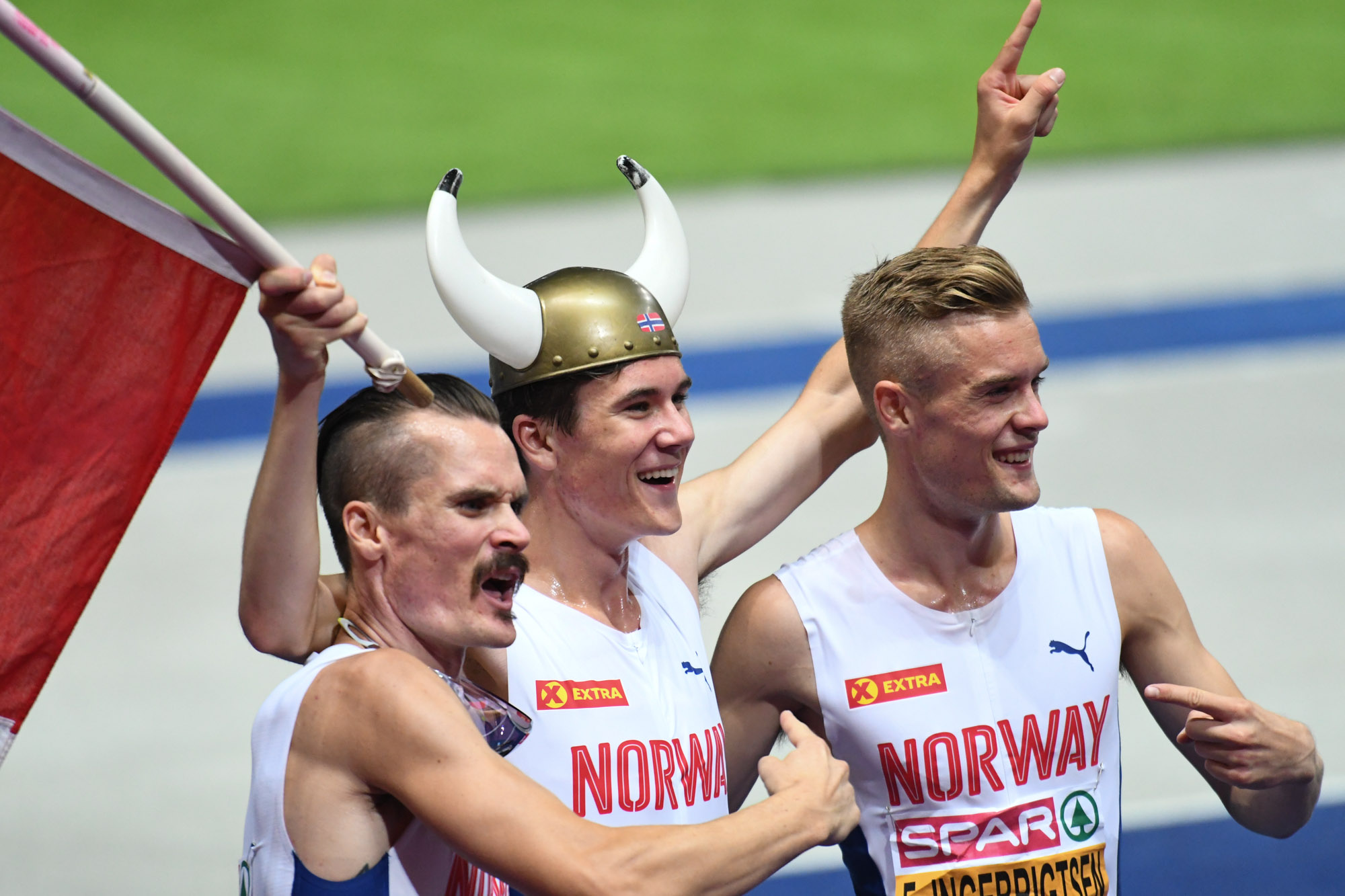
Henrik, Jakob et Filip aux Championnats d'Europe 2018.

Le 26 mai 2018, lors du Prefontaine Classic 2018 à Eugene (Oregon), il porte son record personnel à 3 min 52 s 28 sur le mile. Puis, lors du Bauhaus-Galan 2018 de Stockholm, il améliore sa meilleure marque du 1 500 m à 3 min 36 s 06.
Les 12 et 14 juillet 2018, lors des championnats du monde juniors de Tampere, Ingebrigtsen décroche deux médailles : l'argent sur le 1 500 m (3 min 41 s 89), derrière le Kényan George Manangoi, et le bronze sur le 5 000 m (13 min 20 s 78), où il bat à cette occasion le record d'Europe juniors vieux de 39 ans, détenu jusque-là par le Britannique Steve Binns en 13 min 27 s 04.
Le 20 juillet 2018 il termine 4e du Meeting Herculis de Monaco en 3 min 31 s 18, battant le record d'Europe junior de la distance. Son frère Filip bat lors de la même course le record de Norvège en 3 min 30 s 01, que détenait leur frère Henrik en 3 min 31 s 46 depuis 2014. Le 10 août 2018, à 17 ans et 324 jours, Jakob Ingebrigsten remporte la finale du 1 500 m des championnats d'Europe, dans le stade olympique de Berlin, en 3 min 38 s 10. Devenant le plus jeune athlète de l'histoire à remporter un titre européen, il devance sur le podium le Polonais Marcin Lewandowski et le Britannique Jake Wightman. Le lendemain l'adolescent entre un peu plus dans l'histoire en remportant le titre européen sur 5 000 m en 13 min 17 s 06, record d'Europe junior. Il devient le premier athlète de l'histoire à réaliser le doublé 1 500 m-5 000 m lors d'un même championnat d'Europe.

### Saison 2019

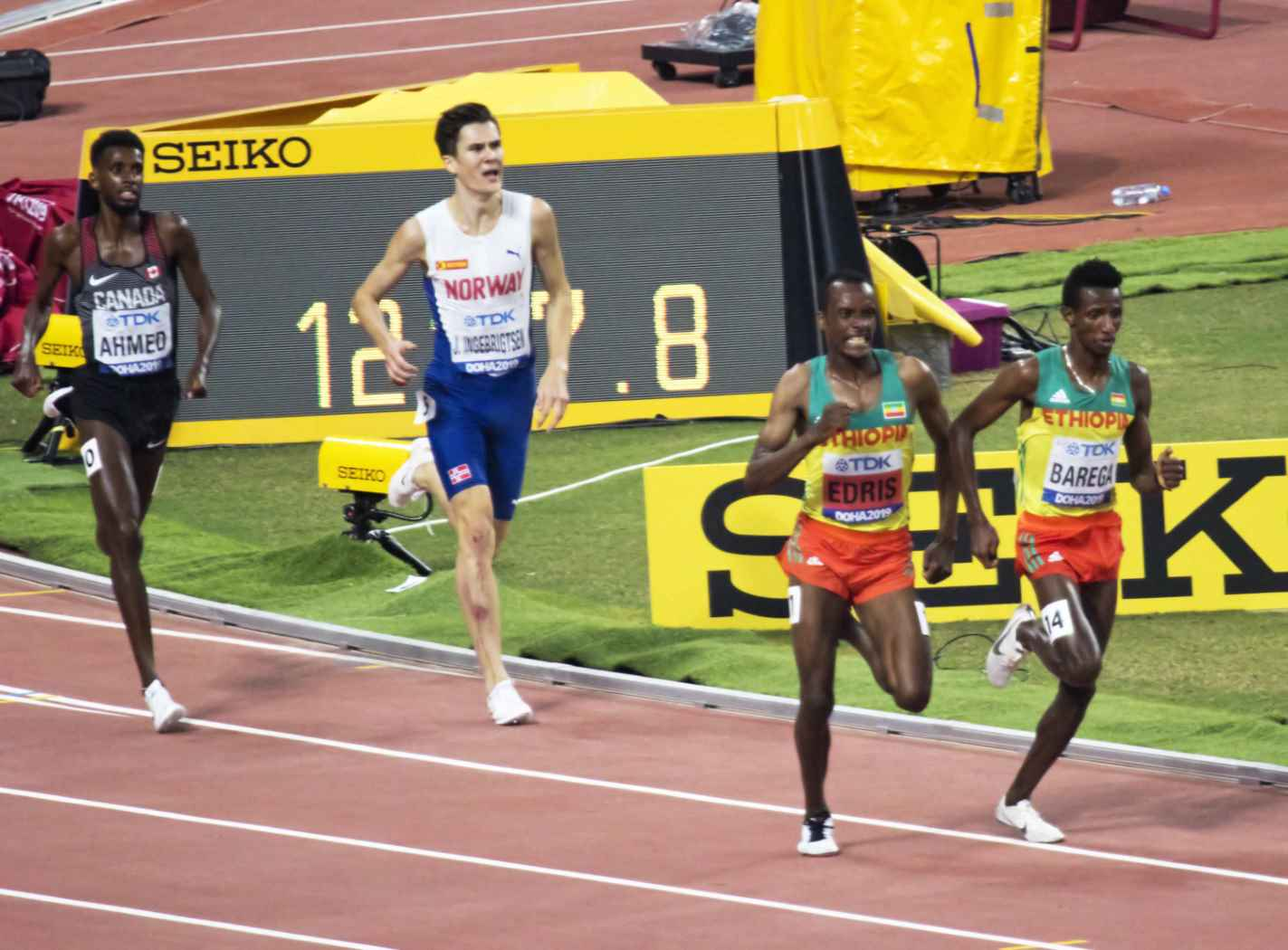
Jakob Ingebrigtsen lors de la finale du 5000 m des championnats du monde de 2019.

Le 10 février 2019, lors du meeting Nordekampen 2019 à Rud, en Norvège, Jakob Ingebrigsten s'impose sur 1500m en 3 min 36 s 21. Il s'empare également de la deuxième meilleure performance mondiale de la saison derrière l'Éthiopien Samuel Tefera. Dix jours plus tard, lors de la finale du Circuit mondial en salle de l'IAAF à Düsseldorf, Ingebrigtsen bat Tefera, tout nouveau recordman du monde en salle de la distance, en s'imposant en 3 min 36 s 02, record du monde junior en salle.
Le 2 mars 2019 Jakob Ingebrigtsen remporte la médaille d'or du 3 000 m des championnats d'Europe en salle de Glasgow en 7 min 56 s 15, devant le Britannique Chris O'Hare et son frère aîné Henrik Ingebrigtsen. Il devient à cette occasion le plus jeune champion d'Europe en salle de l'histoire. Le lendemain il devient vice-champion d'Europe sur le 1 500 m derrière le Polonais Marcin Lewandowski en 3 min 43 s 23.
Le 5 juillet 2019 Ingebrigtsen termine 2e de l'Athletissima de Lausanne et bat son propre record d'Europe junior du 1 500 m en 3 min 30 s 16, à 15 centièmes du record national sénior de son frère Filip, mais bat également le record d'Europe espoir de la distance, qui était de 3 min 30 s 88 par le Portugais Rui Silva depuis 1999.
Lors des qualifications des championnats du monde 2019 sur 5 000 m il termine 4e et se qualifie pour la finale où il se classe 5e. Lors des qualifications du 1 500 m il termine premier en 3 min 37 s 67, et lors des demi-finales il se qualifie en un peu plus de 3 min 36 s pour la finale remportée par Timothy Cheruiyot ; Jakob termine 4e en 3 min 31 s 70.
Lors du 10 kilomètres de Hole Jakob profite de l'occasion pour battre le record de Norvège en 27 min 54 s. Le 8 décembre 2019 il réécrit l'histoire en gagnant son quatrième titre européen sur la distance dans la catégorie U20. Il termine avec une avance de 39 secondes.

### 2020, nouvelle décennie et pandémie

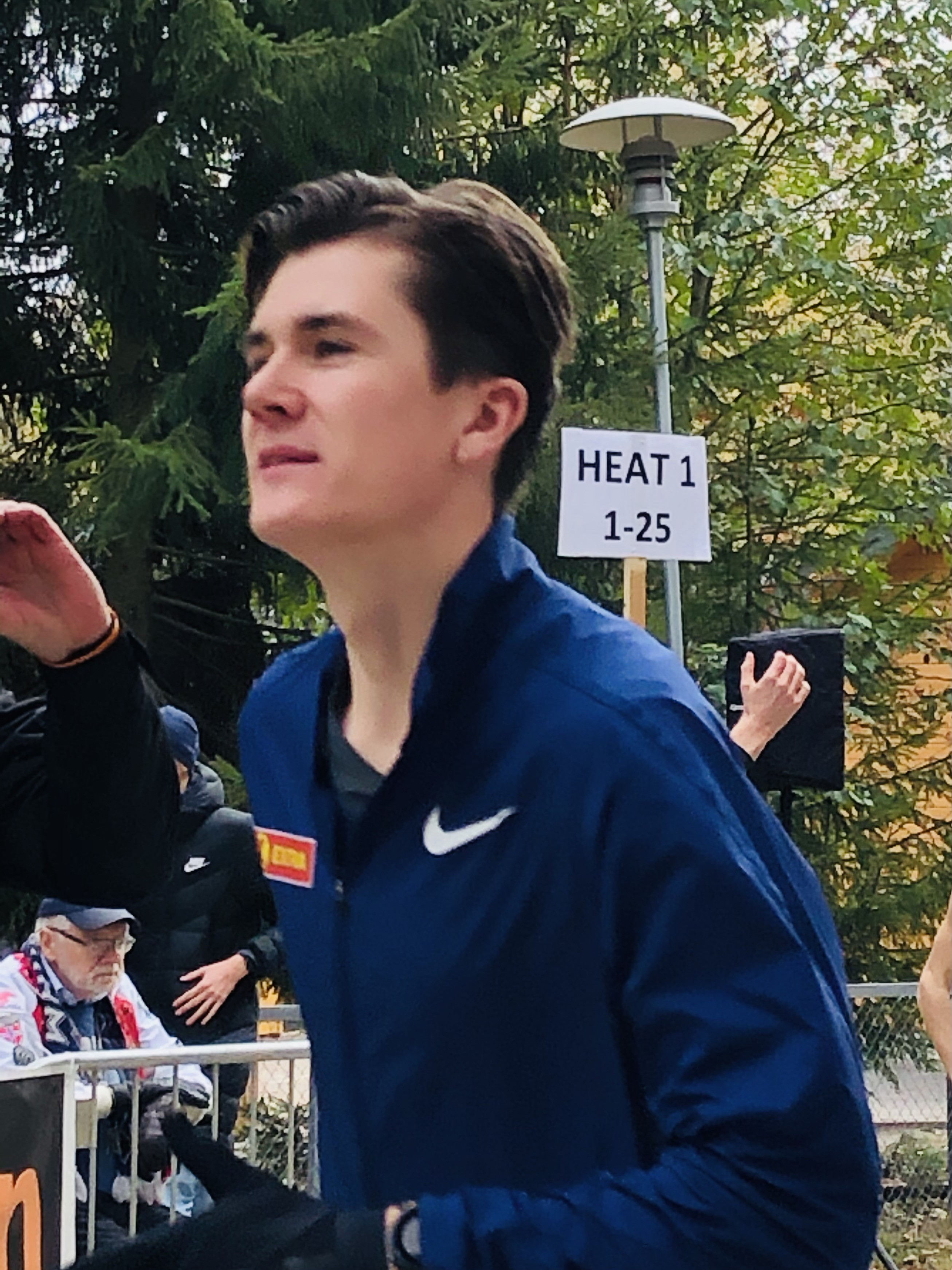
Jakob Ingebrigtsen en 2020.

Lors d'un 5 kilomètres à Stavanger, en Norvège, un petit groupe de 5 coureurs norvégiens vient pour battre le record d'Europe de la discipline. À la mi-course les athlètes passent avec un temps de 7 min 0 s, soit plus lentement que prévu. Ingebrigtsen produit une accélération et termine le parcours en 13 min 28 s. Il bat alors le record de Norvège.
À l'occasion des Impossible Games, Jakob Ingebrigtsen pulvérise le record d'Europe du 2 000 m. Le Norvégien court la distance en 4 min 50 s 01, battant le précédent record détenu par le Britannique Steve Cram. Il devient à cette occasion le 7e meilleur performeur mondial de l'histoire sur la distance.
Le 30 juin 2020 Ingebrigtsen court le 800 mètres en 1 min 46 s 44 (record personnel), gagnant la course devant son frère Filip Ingebrigtsen.
Le 14 août 2020, lors du Meeting Herculis de Monaco, Ingebrigtsen termine 2e du 1 500 m derrière le Kényan Timothy Cheruiyot, et bat en 3 min 28 s 68 le record d'Europe de la distance détenu depuis 2013 par la légende britannique Mohamed Farah.

### Champion olympique du 1 500 m (2021)
Jakob Ingebrigtsen effectue sa rentrée en salle le 9 février 2021 lors du meeting Hauts-de-France Pas-de-Calais de Liévin, en France. Dans un contexte toujours perturbé par la pandémie de Covid-19 imposant que la manifestation ait lieu à huis clos, le Norvégien est au départ d'un 1 500 mètres relevé, avec notamment la présence du recordman du monde en salle Samuel Tefera et de son frère Filip. Privilégiant une stratégie de course assez offensive, il se place dès les premiers mètres dans la foulée des lièvres et place une accélération fulgurante à un peu plus de deux tours de l'arrivée, décrochant progressivement tous ses adversaires. À la faveur d'un dernier 200 m impressionnant de facilité bouclé en moins de 27 secondes, il relègue les autres concurrents à près de 5 secondes pour devenir le 5e meilleur performeur de tous les temps en 3 min 31s 80, à seulement 76 centièmes du record du monde de Samuel Tefera. Il s'empare également du record d'Europe de la spécialité ainsi que du record du meeting, anciennement détenu par Hicham El Guerrouj.
Il s'illustre lors des championnats d'Europe en salle 2021 à Toruń en Pologne, remportant deux médailles d'or : sur 1 500 m en 3 min 37 s 56 devant Marcin Lewandowski et Jesús Gómez, et sur 3 000 m en 7 min 48 s 20 (son record personnel) devant Isaac Kimeli et Adel Mechaal.
Le 10 juin 2021, lors du Golden Gala à Florence, il réalise 12 min 48 s 45 sur 5 000 m et établit un nouveau record d'Europe.
Pour ses premiers Jeux olympiques il décide de ne s'aligner que dans l'épreuve du 1 500 m à Tokyo. Bien calé derrière Timothy Cheruiyot, Ingebrigtsen porte une accélération à 150 m de l’arrivée et l'emporte en 3 min 28 s 32, signant à l'âge de 20 ans un nouveau record olympique, aussi record d'Europe. Il devance sur le podium Timothy Cheruiyot et Josh Kerr. Il est le premier Européen titré sur la distance depuis l'Espagnol Fermín Cacho lors des Jeux de 1992.
En décembre 2021, lors des Championnats d'Europe de cross-country 2021 à Dublin, Jakob Ingebrigtsen décroche la médaille d'or devant Aras Kaya et Jimmy Gressier.

### Champion du monde du 5 000 m (2022)

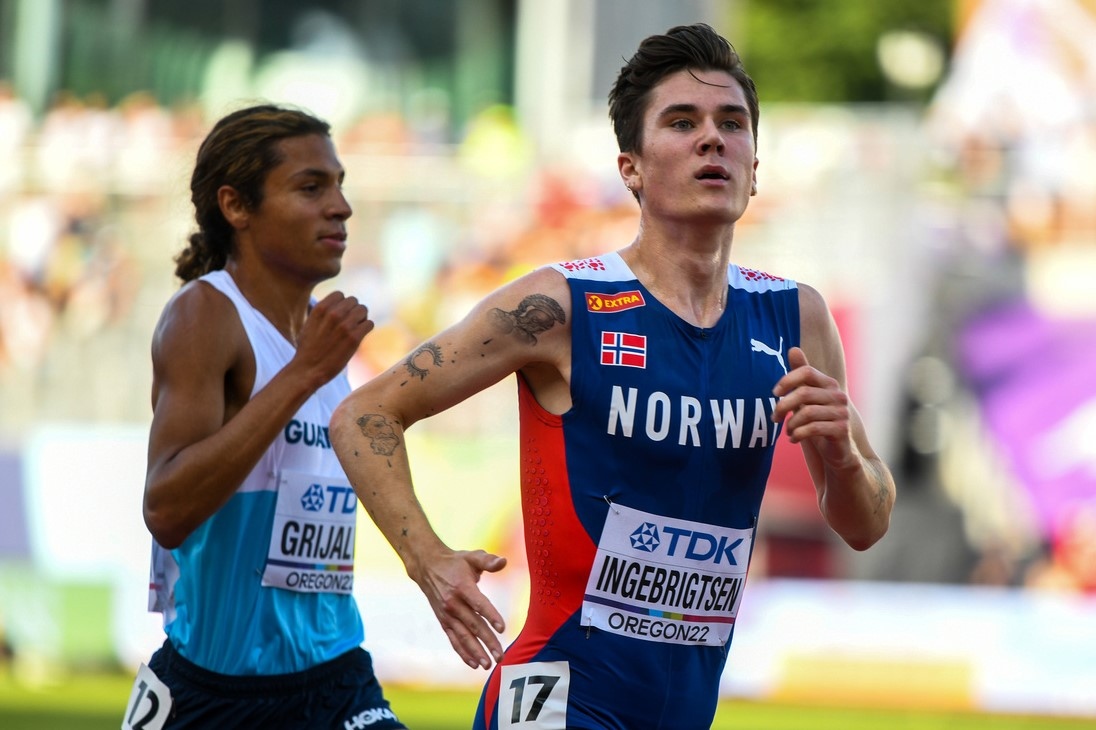
En 2022 lors des championnats du monde à Eugene.

Le 17 février 2022 à Liévin Jakob Ingebrigtsen améliore de plus de 5/10e de seconde le record du monde en salle du 1 500 mètres en 3 min 30 s 60. La précédente meilleure marque mondiale était détenue par Samuel Tefera depuis 2019.
Aux championnats du monde en salle de mars 2022 à Belgrade il est le favori de l'épreuve du 1 500 m mais est finalement battu au sprint par Samuel Tefera.
Lors de la saison estivale il établit le temps de 13 min 2 s 03 sur 5 000 m à San Juan Capistrano (Californie). Il remporte ensuite le mile du meeting de la Prefontaine Classic à Eugene (3 min 49 s 76), puis celui des Bislett Games, chez lui à Oslo, en portant son record à 3 min 46 s 46.
Aux championnats du monde d'athlétisme 2022 à Eugene, le 19 juillet, il se classe deuxième du 1 500 m, devancé dans la dernière ligne droite par le Britannique Jake Wightman. Cinq jours plus tard, le 24 juillet, il décroche la médaille d'or du 5 000 m en 13 min 9 s 24 devant le Kényan Jacob Krop et l'Ougandais Oscar Chelimo après avoir effectué une accélération progressive dans le dernier kilomètre. Il devient ensuite champion d'Europe du 1500m à Munich (Allemagne) en 3 min 32 s 76 et du 5000m en 13 min 21 s 13.
En décembre 2022, lors des Championnats d'Europe de cross-country 2022 à Turin, Jakob Ingebrigtsen est pour la deuxième fois champion d'Europe de cross-country en seniors.

### Deuxième titre mondial du 5 000 m, record du monde du 2 000 m (2023)

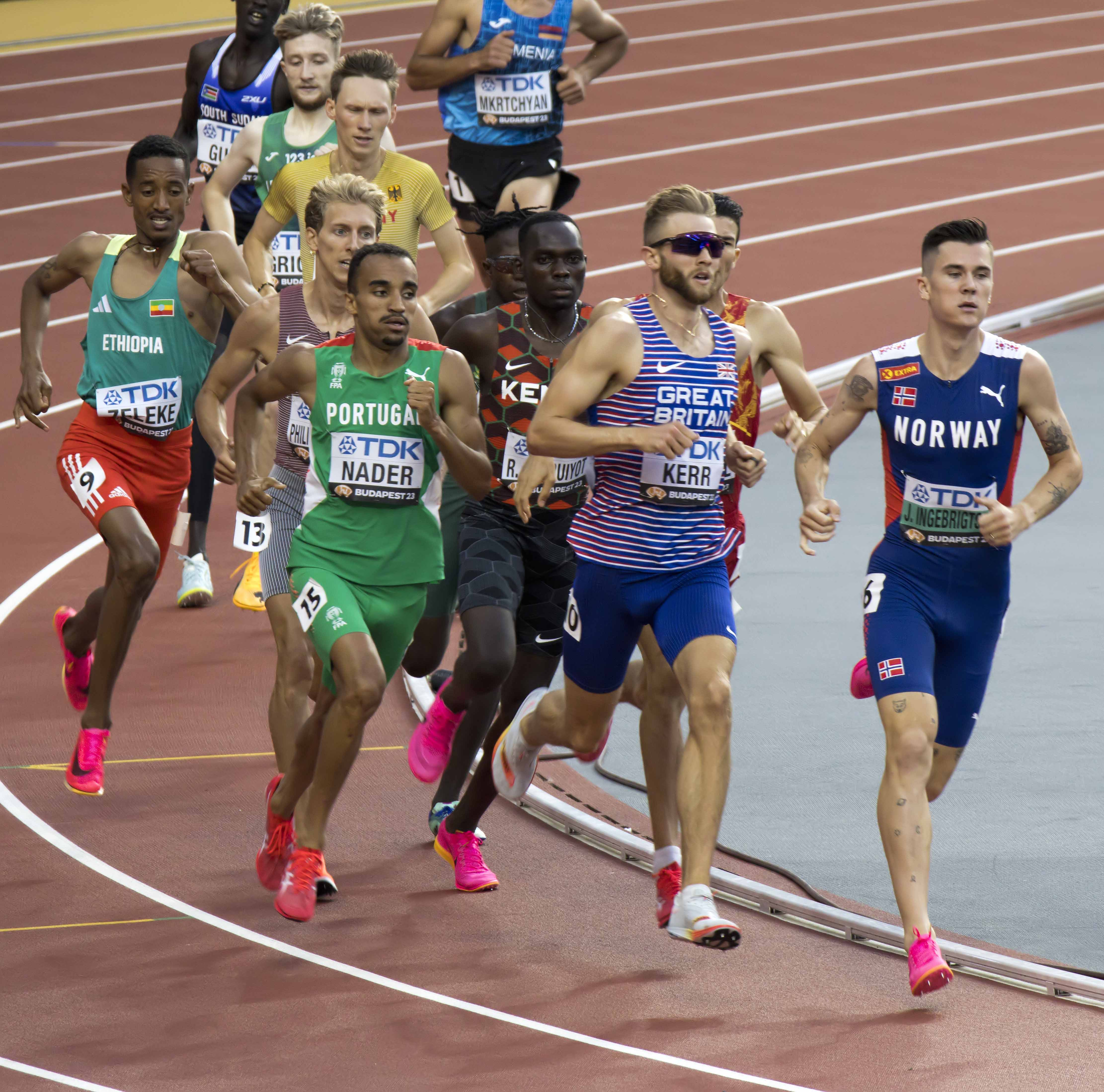
Jakob Ingebrigtsen en tête de la course lors des séries du 1500 m des championnats du monde 2023.

En début de saison 2023, lors des championnats d'Europe en salle d'Istanbul, Jakob Ingebrigtsen remporte son troisième titre continental sur 3 000 m et son deuxième titre continental sur 1 500 m.
Début juin 2023, il établit la meilleure performance mondiale sur 2 miles avec un temps de 7 min 54 s 10 au meeting ligue de diamant de Paris,. Il améliore son record d'Europe du 1 500 m en remportant les Bislett Games d'Oslo en 3 min 27 s 95, record qu'il porte à 3 min 27 s 14 à Chorzów.
Favori du 1 500 m des championnats du monde 2023 à Budapest, il est surpris dans la dernière ligne droite par l'Écossais Josh Kerr qui répète le scénario de Jake Wightman un an plus tôt à Eugene, le Norvégien obtenant une nouvelle médaille d'argent. Quatre jours plus tard, sur 5 000 m, il conserve son titre mondial acquis en 2022 en s'imposant en 13 min 11 s 30 devant Mohamed Katir et Jacob Krop.
Le 8 septembre 2023, lors du Mémorial Van Damme de Bruxelles, Jakob Ingebrigtsen établit un nouveau record du monde du 2 000 mètres en 4 min 43 s 13, améliorant de plus d'une seconde le temps du Marocain Hicham El Guerrouj établi en 1999. Il conclut sa saison par deux victoires en finale de la Ligue de diamant 2023 : 3 min 43 s 73 sur le mile, et 7 min 23 s 63 le lendemain sur 3 000 m. Les deux temps sont des records d'Europe.

### Trois nouveaux titres de champion d'Europe et titre olympique (2024)
Il annonce en janvier 2024 ne pas disputer la saison en salle en raison d'une blessure à un tendon d'Achille.
Comme en 2018 et 2022, Jakob Ingebrigtsen réalise le doublé 1 500 m - 5 000 m aux championnats d'Europe disputés en juin 2024 à Rome, établissant un nouveau record des championnats sur 1 500 m en 3 min 31 s 95, et son meilleur temps de l'année sur 5 000 m en 13 min 20 s 11.
Le 12 juillet 2024, lors du meeting Herculis de Monaco, il bat de nouveau le record d'Europe du 1 500 m en 3 min 26 s 73, devenant le quatrième athlète de l'histoire à descendre sous les 3 min 27 s.
Aux Jeux olympiques de Paris, il craque en finale du 1 500 m dont il termine quatrième après avoir mené toute la course. Quatre jours plus tard, grâce à une remontée finale, il remporte le titre sur 5 000 m en 13 min 13 s 66.
Le 25 août, Ingebrigtsen bat largement le record du monde du 3 000 m, qui était détenu depuis 1996 par le Kenyan Daniel Komen, en réussissant 7 min 17 s 55 au Mémorial Kamila Skolimowska de Chorzów.
Le 8 décembre 2024, il devient champion d'europe de cross-country à Antalya, il s'agit de son troisième titre en seniors, son septième en comptant les catégories jeunes en autant de participations.

### Record du mile en salle, nouveaux titres mondiaux et européens (2025)
Le 13 février 2025, il bat le record du monde du mile en salle en 3 min 45 s 15 au meeting de Liévin.
Le 7 mars 2025, Jakob Ingebrigtsen remporte le 1500 m des championnats d'Europe en salle pour la troisième fois . Le 9 mars, il remporte le 3000m, son quatrième titre continental en salle sur cette discipline .   
Le 22 mars 2025, il gagne le 3000 m des championnats du monde en salle de Nankin . Il réalise le doublé avec le 1500 m le lendemain .

## Palmarès
| Date | Compétition                                 | Lieu             | Résultat | Épreuve         | Temps          |
| ---- | ------------------------------------------- | ---------------- | -------- | --------------- | -------------- |
| 2016 | Championnats du monde juniors               | Tampere          | 9e       | 1 500 m         | 3 min 51 s 09  |
| 2016 | Championnats d'Europe de cross              | Chia             | 1er      | Ind. junior     | 17 min 06 s    |
| 2017 | Championnats d'Europe juniors               | Grosseto         | 8e       | 1 500 m         | 3 min 58 s 64  |
| 2017 | Championnats d'Europe juniors               | Grosseto         | 1er      | 5 000 m         | 14 min 41 s 68 |
| 2017 | Championnats d'Europe juniors               | Grosseto         | 1er      | 3 000 m st.     | 8 min 50 s 00  |
| 2017 | Championnats d'Europe de cross-country      | Šamorín          | 1er      | Ind. junior     | 18 min 39 s    |
| 2017 | Championnats d'Europe de cross-country      | Šamorín          | 5e       | Par équipes     | 51 pts         |
| 2018 | Championnats du monde juniors               | Tampere          | 2e       | 1 500 m         | 3 min 41 s 89  |
| 2018 | Championnats du monde juniors               | Tampere          | 3e       | 5 000 m         | 13 min 20 s 78 |
| 2018 | Championnats d'Europe                       | Berlin           | 1er      | 1 500 m         | 3 min 38 s 10  |
| 2018 | Championnats d'Europe                       | Berlin           | 1er      | 5 000 m         | 13 min 17 s 06 |
| 2018 | Championnats d'Europe de cross-country      | Tilbourg         | 1er      | Ind. junior     | 18 min 00 s    |
| 2018 | Championnats d'Europe de cross-country      | Tilbourg         | 1er      | Par équipes     | 28 pts         |
| 2019 | Championnats d'Europe en salle              | Glasgow          | 2e       | 1 500 m         | 3 min 43 s 23  |
| 2019 | Championnats d'Europe en salle              | Glasgow          | 1er      | 3 000 m         | 7 min 56 s 15  |
| 2019 | Ligue de diamant                            | Ligue de diamant | 2e       | 1 500 m         | 3 min 31 s 62  |
| 2019 | Championnats du monde                       | Doha             | 4e       | 1 500 m         | 3 min 31 s 70  |
| 2019 | Championnats du monde                       | Doha             | 5e       | 5 000 m         | 13 min 02 s 93 |
| 2019 | Championnats d'Europe de cross-country      | Lisbonne         | 1er      | Ind. junior     |                |
| 2019 | Championnats d'Europe de cross-country      | Lisbonne         | 2e       | Par équipes     | 38 pts         |
| 2021 | Championnats d'Europe en salle              | Toruń            | 1er      | 1 500 m         | 3 min 37 s 56  |
| 2021 | Championnats d'Europe en salle              | Toruń            | 1er      | 3 000 m         | 7 min 48 s 20  |
| 2021 | Jeux olympiques                             | Tokyo            | 1er      | 1 500 m         | 3 min 28 s 32  |
| 2021 | Championnats d'Europe de cross-country      | Dublin           | 1er      | Ind.            | 30 min 15 s    |
| 2021 | Championnats d'Europe de cross-country      | Dublin           | 3e       | Par équipes     | 47 pts         |
| 2022 | Championnats du monde en salle              | Belgrade         | 2e       | 1 500 m         | 3 min 33 s 02  |
| 2022 | Championnats du monde                       | Eugene           | 2e       | 1 500 m         | 3 min 29 s 47  |
| 2022 | Championnats du monde                       | Eugene           | 1er      | 5 000 m         | 13 min 09 s 24 |
| 2022 | Championnats d'Europe                       | Munich           | 1er      | 1 500 m         | 3 min 32 s 76  |
| 2022 | Championnats d'Europe                       | Munich           | 1er      | 5 000 m         | 13 min 21 s 13 |
| 2022 | Ligue de diamant                            | Ligue de diamant | 1er      | 1 500 m / mile  |                |
| 2022 | Championnats d'Europe de cross-country      | Turin            | 1er      | individuel      | 29 min 33 s    |
| 2023 | Championnats d'Europe en salle              | Istanbul         | 1er      | 1 500 m         | 3 min 33 s 95  |
| 2023 | Championnats d'Europe en salle              | Istanbul         | 1er      | 3 000 m         | 7 min 40 s 32  |
| 2023 | Championnats du monde                       | Budapest         | 2e       | 1 500 m         | 3 min 29 s 65  |
| 2023 | Championnats du monde                       | Budapest         | 1er      | 5 000 m         | 13 min 11 s 30 |
| 2023 | Ligue de diamant                            | Ligue de diamant | 1er      | 1 500 / Mile    | 3 min 43 s 73  |
| 2023 | Ligue de diamant                            | Ligue de diamant | 1er      | 3 000 / 5 000 m | 7 min 23 s 63  |
| 2024 | Championnats d'Europe                       | Rome             | 1er      | 1 500 m         | 3 min 31 s 95  |
| 2024 | Championnats d'Europe                       | Rome             | 1er      | 5 000 m         | 13 min 20 s 11 |
| 2024 | Jeux olympiques                             | Paris            | 4e       | 1 500 m         | 3 min 28 s 24  |
| 2024 | Jeux olympiques                             | Paris            | 1er      | 5 000 m         | 13 min 13 s 66 |
| 2024 | Championnats d'Europe de cross-country      | Antalya          | 1er      | individuel      | 22 min 16 s    |
| 2025 | Championnats d'Europe en salle              | Apeldoorn        | 1er      | 1 500 m         | 3 min 36 s 56  |
| 2025 | Championnats d'Europe en salle              | Apeldoorn        | 1er      | 3 000 m         | 7 min 48 s 37  |
| 2025 | Championnats du monde d'athlétisme en salle | Nankin           | 1er      | 3 000 m         | 7 min 46 s 09  |
| 2025 | Championnats du monde d'athlétisme en salle | Nankin           | 1er      | 1 500 m         | 3 min 38 s 79  |

## Records
| Épreuve         | Temps               | Lieu         | Date               |              |
| En plein air    | En plein air        | En plein air | En plein air       | En plein air |
| --------------- | ------------------- | ------------ | ------------------ | ------------ |
| 400 m           | 51 s 03             | Bergen       | 1er septembre 2017 |              |
| 800 m           | 1 min 46 s 44       | Oslo         | 30 juin 2020       |              |
| 1 500 m         | 3 min 26 s 73 (AR)  | Monaco       | 12 juillet 2024    |              |
| Mile            | 3 min 43 s 73 (AR)  | Eugene       | 16 septembre 2023  |              |
| 2 000 m         | 4 min 43 s 13 (WR)  | Bruxelles    | 8 septembre 2023   |              |
| 3 000 m         | 7 min 17 s 55 (WR)  | Chorzów      | 25 août 2024       |              |
| 3 000 m steeple | 8 min 26 s 81 (NJR) | Courtrai     | 8 juillet 2017     |              |
| 5 000 m         | 12 min 48 s 45 (NR) | Florence     | 10 juin 2021       |              |
| 10 000 m        | 27 min 54 s (AJR)   | Hole         | 19 octobre 2019    |              |
| En salle        |                     |              |                    |              |
| 800 m           | 1 min 52 s 01       | Bærum        | 4 février 2018     |              |
| 1 500 m         | 3 min 29 s 63 (WR)  | Liévin       | 13 février 2025    |              |
| Mile            | 3 min 45 s 15 (WR)  | Liévin       | 13 février 2025    |              |
| 3 000 m         | 7 min 48 s 20       | Toruń        | 7 mars 2021        |              |

## Récompenses
- Trophée de l'athlète européen de l'année en 2022 et 2023